# 강동진 (야구 선수)
강동진(姜東珍, 1983 ~ )은 KBO 리그 전 SK 와이번스의 야구 선수이다.
현재는 대구광역시 달서구 이곡동에 위치한 강동진베이스볼 (야구교실) 을 운영중에 있다.

## 출신학교
- 대구남도초등학교
- 경상중학교
- 경북고등학교
- 한국사이버대학교

## 통산기록
- 출전기록없음